# L'Obac (Bóixols)

L'Obac, respecte del terme d'Abella de la Conca

L'Obac, és una obaga del terme municipal d'Abella de la Conca, a la comarca del Pallars Jussà, en territori del poble de Bóixols.
Està situat al nord-oest de Bóixols i al sud-oest de Cal Mateu, al nord del lloc de Redona, a llevant de lo Campanar i al nord-est del Clot d'Oriol.

## Etimologia
Es tracta d'un topònim romànic descriptiu, on el corònim indica que es tracta d'un obac per antonomàsia, sense que calgui cap complement del nom accessori.